# Gemeinderats- und Bürgermeisterwahlen in Oberösterreich 2021
Die Gemeinderats- und Bürgermeisterwahlen in Oberösterreich 2021 fanden am 26. September 2021 gemeinsam mit der Landtagswahl 2021 in 442 Gemeinden statt.

## Bürgermeister
Allfällige Stichwahlen zum Bürgermeister fanden am 10., 17. oder 24. Oktober 2021 statt.
- Rudolf Hemetsberger wurde in der Gemeinde Attersee am Attersee zum ersten grünen Bürgermeister gewählt.[1]

## Gemeinderäte
- Altlandeshauptmann Josef Pühringer wurde aufgrund der Vorzugsstimmen in den Gemeinderat seiner Heimatgemeinde Traun gewählt.[2]